# Heda Jason
Heda Jason (* 31. Januar 1932 in Belgrad) ist eine israelische Folkloristin und Erzählforscherin. Sie lehrte zuletzt an der Universität Tel Aviv und lebt in Jerusalem.

## Leben und Wirken
Jason wanderte 1949, kurz nach der Staatsgründung, nach Israel ein. An der Hebräischen Universität in Jerusalem studierte sie Kulturwissenschaft des Nahen und Mittleren Ostens und machte 1964 dort ihren Bachelor. Von 1963 bis 1964 belegte sie Kurse in Volkskunde, Ethnologie, Linguistik und Einfache Literaturformen an der Göttinger Universität, anschließend Anthropologie und Volkskunde an der University of California, Berkeley, und danach an der Indiana University, Bloomington, wo sie mit Dov Noy zusammentraf. Noy hatte hier promoviert und anschließend auch habilitiert, sodass Jason 1967 seine erste Doktorandin wurde. Auch sie gab ihr Wissen und ihre Forschungsergebnisse weiter, und zwar von 1968 bis 1978 an der Universität Tel Aviv innerhalb des Fachbereichs Dichtung und vergleichende Literatur. Zuvor leistete sie in den Jahren 1955 bis 1963 eine beträchtliche Pionierarbeit auf dem Gebiet der Erforschung folkloristischer Wurzeln der Juden, indem sie Befragungen von Immigranten arabischer und muslimischer Herkunftsländer durchführte und die so erhaltenen Überlieferungen erfasste und kategorisierte. Ihre Sammlung bildete dann auch die Grundlage für Noys Zusammenstellung Folktales of Israel von 1963. Sie entwickelte eine theoretisch ausgerichtete Analyse-Methode auf der Grundlage der Schriften der seinerzeit im Westen noch relativ unbekannten russischen Formalisten. Deren Anschauungen verband sie mit der semantischen Herangehensweise des Schweizer Märcheninterpreten Max Lüthi. Mit dieser Kombination schuf sie einen einheitlichen wissenschaftlichen Rahmen für den Umgang mit tradiertem Volksgut und prägte für diesen Untersuchungsgegenstand den Terminus „Ethnopoetics“, für den im Deutschen der Begriff „Ethnotexte“ verwendet wird. Dies bewerkstelligte sie ohne die Rückendeckung einer Universität, wenngleich teilweise unter der Schirmherrschaft des israelischen Instituts für Ethnografie. Mit ihrem Sammeleifer brachte sie die von Noy 1955 gegründeten Israel Folktale Archives (IFA) in Haifa maßgeblich voran. Dort befinden sich inzwischen – auch dank Heda Jason – 21.000 „Folktales“ aus den 13 Kulturkreisen, denen die heutige Bevölkerung Israels (hauptsächlich) entsprungen ist. Von ihren zahlreichen Veröffentlichungen sind vor allem die Auflistungen von Volksdichtungen, oder besser gesagt Ethnotexten, deren Kategorisierungen und die dafür notwendigen Kategorisierungsanleitungen hervorzuheben.

## Schriften
- The Structure of Jewish-Near Estern Sacred Legends. Kongress-Manuskript (IV. Congress of Jewish Studies), 1965.
- Jewish Narrating Art in Yemen and in Israel. In: Fabula. 8, 1966, S. 93–106.
- The Russian Criticism of the „Finnish Shool“. In: Folktale Scholarship. Februar 1968.
- A Multidimensional Approach to Oral Literature: A Proposal. 1968. (online)
- The Narrative Structure of Swindler Tales. In: Arv. 27, 1971, S. 141–160 (war bereits 1966 Vortrags-Manuskript).
- Jewish Near Eastern Numskull Tales. An Attempt at Interpretation. In: Asian Folklore Studies. 31, 1972, S. 1–31.
- Studies in Jewish Ethnopoetry. Oriental Cultural Service, Taipeh 1975.
- Ethnopoetics. Multilingual Terminology. Israel Ethnographics Society, Jerusalem 1975.
- Types of Oral Tales in Israel. 1975.
- Märchen aus Israel. 1976.
- Ethnopoetry. Form, content, function (= Forum Theologiae Linguisticae. 11). Linguistica Biblica, Bonn 1977, ISBN 3-87797-021-4. (online)
- The Fairy Tale of the Active Heroine: An Outline for Discussion. In: Geneviève Calame-Giraule, Veronika Görög-Karady: Le Conte, pourquoi? Comment? Actes des journées d’études en littérature orale. Editions du CNRS, Paris 1982.
- Whom Does God Favor: The Wicked or the Righteous? The Reward-and-Punishment Fairy Tale. Suomalainen Tiedeakatemia, Helsinki 1988, ISBN 951-41-0570-2.
- „God bless you!“ The legend of curse and redemption. In: Ingo Schneider (Hrsg.): Europäische Ethnologie und Folklore im internationalen Kontext. Festschrift für Leander Petzoldt zum 65. Geburtstag. Lang, Frankfurt am Main u. a. 1999, ISBN 3-631-34651-4, S. 129–144.
- Index of Content Types for Oral Epics: A Report. In: Walther Heissig, Rüdiger Schott (Hrsg.): Die heutige Bedeutung oraler Traditionen. Ihre Archivierung, Publikation und Index-Erschließung. Westdeutscher Verlag, Opladen/Wiesbaden 1998, ISBN 3-322-83676-2, S. 269–278.
- Motif, type and genre. A manual for compilation of indices & a biblio-graphy of indices and indexing Suomalainen Tiedeakatemia, Helsinki 2000, ISBN 951-41-0879-5.
- Literary Aspects of the Siri Pâddana. Some Preliminary Observations. In: Indian Folklore Research Journal. National Folklore Support Centre, Vol. 1, No. 2, May 2002, S. 35–39.
- King David: a Folklore Analysis of his Biography. In: Studies in the Bible and the Ancient Near East, in Hebrew and Semitic Languages. Archaeological Center Publications, Tel Aviv, Jaffa 2004, S. 87–106.